# Zerla
Die Zerla war ein altes Flüssigkeitsmaß in der lombardischen Stadt Brescia und wurde besonders für Wein genommen.
- 1 Zerla = 72 Boccali = 49,7427 Liter[1] (52 Liter[2])
- 1 Carro = 12–15 Zerla
- 1 Zerla = 1 neue lombardische Pinte